# سودابه محافظ
سودابه محافظ (زادهٔ ۱۳۴۲) نویسنده، دانشمند علوم تربیتی و روان‌شناس اهل آلمان است. او در تهران به دنیا آمده است و یک ایرانی-آلمانی محسوب می‌شود.

## زندگی‌نامه
سودابه محافظ درسال ۱۹۶۳ در تهران بدنیا آمده و از سال ۱۹۷۹ تا کنون در آلمان زندگی می‌کند. برخلاف آنچه در رسانه‌های عمومی در مورد سودابه محافظ نوشته می‌شود، او هرگز از ایران نگریخته، بلکه داوطلبانه سال پیش همراه با خانواده‌اش محل زندگی خود را از ایران به آلمان تغییر داده است. او در این سال‌ها اغلب ساکن برلین بوده است و سالها در سازمان‌های مختلف غیردولتی در بخش‌های مهاجرت، پیشگیری و مبارزه با خشونت مشغول به کار بوده است.
محافظ در رشته‌های موسیقی، زبان انگلیسی و علوم تربیتی تحصیل کرد و در نهایت تحصیلات خود را به عنوان معلم واجد شرایط تدریس به پایان رساند.
او نویسنده چندین رمان، داستان، مقاله، شعر و نمایشنامه است. کارهای او جوایز زیادی دریافت کرده است.
او از سال ۲۰۱۶ تا ۲۰۱۸ یک استاد در مؤسسه فناوری فدرال زوریخ در بخش معماری و هنر بود. پس آز آن از سال ۲۰۱۸ تا ۲۰۱۹ او استاد دانشگاه در مؤسسه ادبیات در دانشگاه هیلدزهایم بود. محافظ سال‌ها برای سازمان‌های غیردولتی مختلف در زمینه پیشگیری از خشونت و مداخله در بحران کار می‌کرد. محافظ در سال ۲۰۰۶ در دانشگاه علوم کاربردی راین‌مین و در سال ۲۰۱۸ در دانشگاه لودویگ ماکسیمیلیان مونیخ سخنرانی کرد.
او پس از کار در تهران، برلین و لیسبون، از سال ۲۰۰۷ در بادن-وورتمبرگ ساکن شد و در آنجا زندگی می‌کند.

## جوایز
- بورسیه کار در حوضه ادبیات از ایالت بادن-وورتمبرگ
- کمک هزینه کار از طرف صندوق ادبیات آلمان
- کمک هزینه کار از بنیاد تجارت دریایی پروس
- بورسیه کار از بنیاد رابرت بوش
- کمک هزینه کار از وزارت فرهنگ سنای برلین
- بورسیه اقامت دائم در قلعه ویپردورف
- بورسیه اقامت در خانه نویسندگان اشتوتگارت
- نویسنده سطح رزیدنس در دانشگاه کوئین مری لندن[۲]
- نویسنده سطح رزیدنس در دانشگاه ناتینگهام[۳]
- دریافت جایزه حامی مالی آدلبرت فون چامیسو
- دریافت جایزه ادبیات MDR
- جایزه ادبی "Isla Volante" برای وبلاگ ادبی ده خطی
- گواهینامه تدریس شعر در دانشگاه علوم کاربردی ویسبادن
- دریافت گواهینامه تدریس شعر در دانشگاه لودویگ ماکسیمیلیانس در مونیخ
- دریافت گواهینامه تدریس شعر در مؤسسه ادبیات هیلدسهایم

## کارها
- سایه خوار: Ein Theatrum Mundi. Kunstbuch. Text: Sudabeh Mohafez; Remontagen: Anija Seedler. MMKoehn Verlag, Leipzig 2020, ISBN 978-3-944903-49-1
- آزار و اذیت: A Theatrum Mundi. Artbook. Text: Sudabeh Mohafez; Remontages: Anija Seedler; Translation: Robert Gillett. MMKoehn Verlag, Leipzig 2020, ISBN 978-3-944903-50-7
- آواز خفاش - یک حیاط عالی: Lyrik: Sudabeh Mohafez; Malerei: Anija Seedler. weiw Verlag, Stralsund/Amsterdam 2019, ISBN 978-3-937938-22-6
- آهنگ پر گردگیر: A Fantastic Bestiary. Poetry: Sudabeh Mohafez; Drawings: Anija Seedler; Translation: Robert Gillett. weiw Verlag, Stralsund/Amsterdam 2019, ISBN 978-3-937938-22-6
- داستان‌های پرواز را در ذهن داشته باشید: Edition AZUR, Dresden 2017, ISBN 978-3-942375-31-3
- کیتسونه: Drei Mikroromane. Edition AZUR, Dresden 2016, ISBN 978-3-942375-22-1 Bilder: Rittiner & Gomez
- می‌سوزد: Roman. DuMont Verlag, Köln 2010, ISBN 978-3-8321-9573-1
- کتاب ده خطی، ۵۲ داستان کوتاه فوق‌العاده: ￼￼Edition AZUR, Dresden 2010, ISBN 978-3-9812804-6-3
- رمان گفتگو در کنار دریا: Arche Verlag, Zürich/Hamburg 2005, ISBN 978-3-7160-2346-4
- داستان‌های آسمان کویر استارلند: Arche Verlag Zürich/Hamburg 2004, ISBN 978-3-7160-2332-7
- سخنرانی‌هایی از دانشگاه شعر ویسبادن: . In: nehmen mich beim wort im kreuzverhör. Fischer Verlag, 2010. ISBN 978-3-596-18407-1